# Izjaslav IV av Kiev
Izjaslav IV av Kiev, född okänt år, död okänt år, var en monark (storfurste) av Kiev mellan 1235 och 1236. 